# Teststrookje

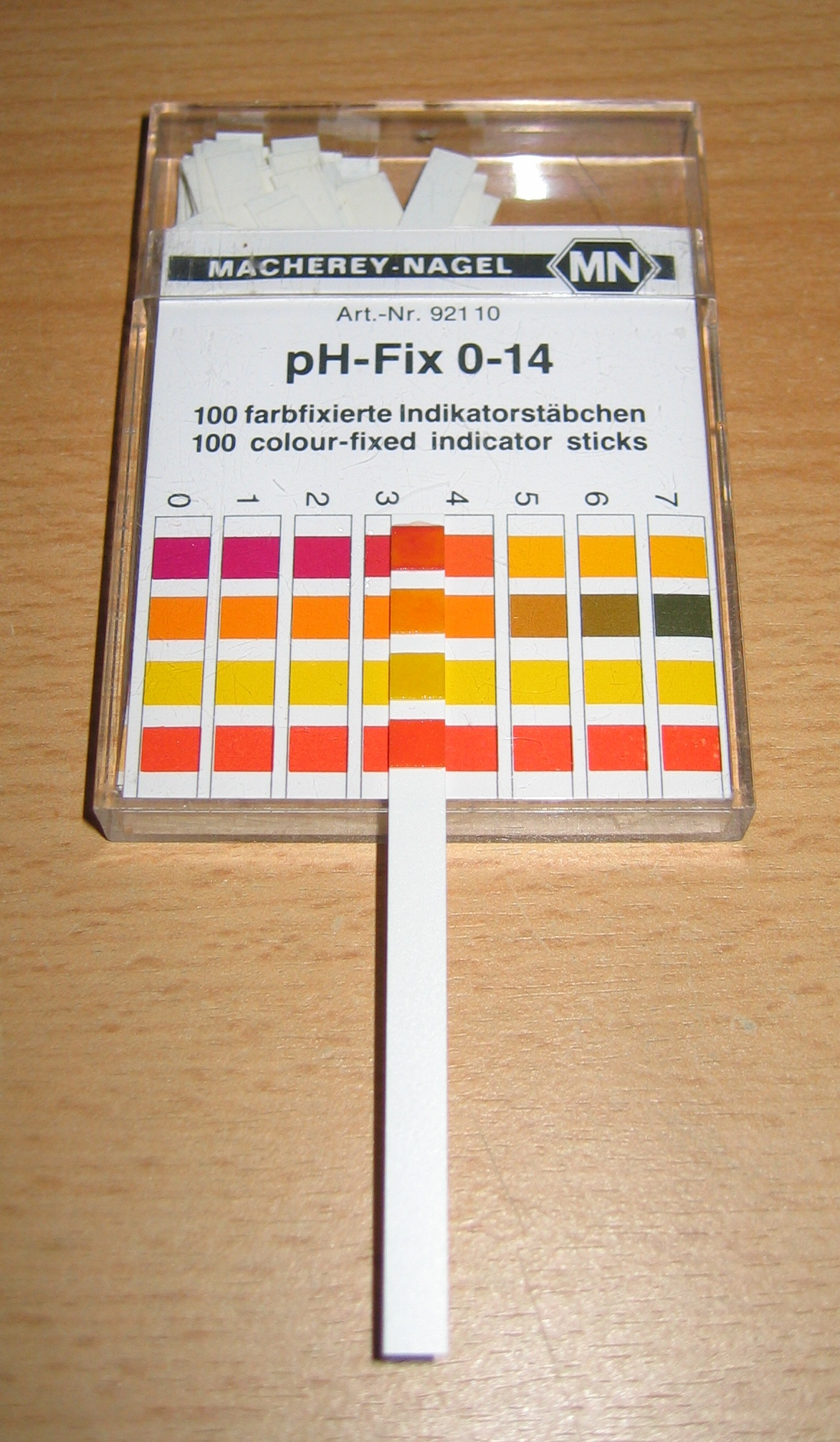
pH-indicatorstrookje dat pH = 3,5 aangeeft

Een teststrookje is een staafje van papier of plastic dat chemische producten bevat om een chemische of biologische analyse uit te voeren.
Om op een strookje toepasbaar te zijn, moet de gevraagde reactie relatief snel en onomkeerbaar verlopen. Ook moet het resultaat met het blote oog af te lezen zijn. Veel van deze teststrookjes zijn weinig nauwkeurig: een pH-strookje geeft de pH op een halve eenheid nauwkeurig, een digitale pH-meter geeft het vaak op honderdsten van een eenheid.

## Voorbeelden
- pH-strookjes met kleurindicator
- Glucoseteststrookjes die in combinatie met een glucosemeter gebruikt worden.
- Albustix-strookjes voor het bepalen van het eiwitgehalte (albumine)